# Старо-Нагоричане

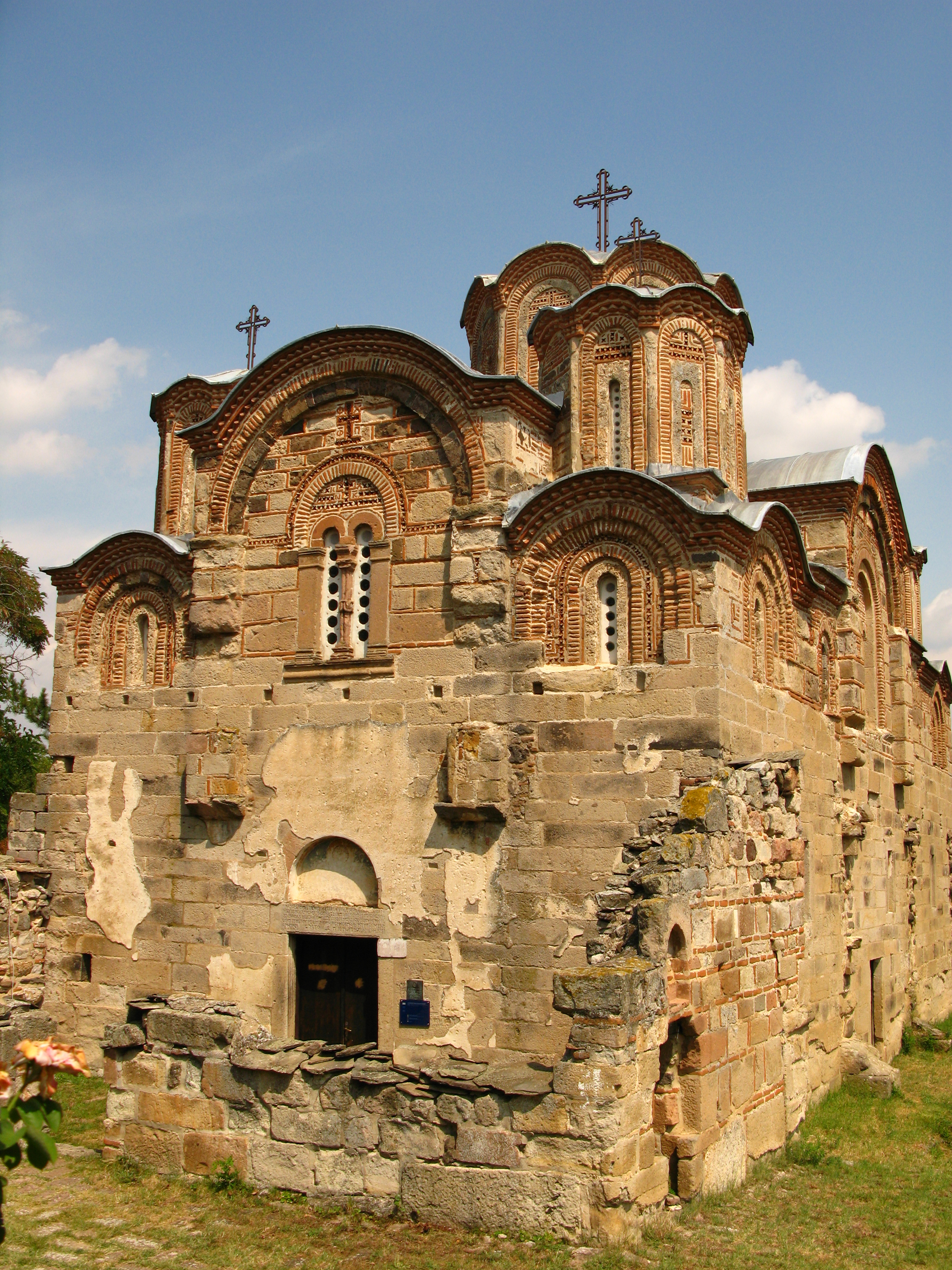
Церква Святого Георгія

Ста́ро-Нагорича́не (мак. Старо Нагоричане) — село у Північній Македонії, адміністративний центр общини Старо-Нагоричане Північно-Східного регіону.
Населення — 555 осіб (перепис 2002) в 201 господарстві.